# Bruno Maderna

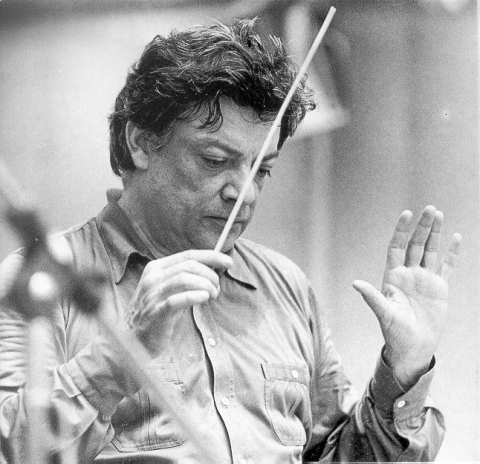
Bruno Maderna, 1963

Bruno Maderna (* 21. April 1920 in Venedig; † 13. November 1973 in Darmstadt; geboren als Bruno Grossato; nahm später den Geburtsnamen seiner Mutter Maderna an) war ein italienischer Komponist, Dirigent und Musikpädagoge.

## Leben
Maderna erhielt als unehelicher Sohn des Unterhaltungsmusikers Umberto Grossato und Carolina Madernas früh musikalischen Unterricht im Violinspiel und war in jungen Jahren als eine Art Wunderkind auf diesem Instrument die Attraktion im Ensemble seines Vaters. Im Alter von sieben Jahren dirigierte er bereits verschiedene Opernorchester in Norditalien. Er studierte Komposition zunächst in Mailand bei Arrigo Pedrollo und dann an der Accademia di Santa Cecilia in Rom bei Alessandro Bustini. Er schloss sein dortiges Studium 1940 mit einem Diplom ab. 1941 wurde er Schüler im Fach Dirigieren bei Antonio Guarnieri an der Accademia Musicale Chigiana in Siena, 1942 und 1943 folgten weiterführende Studien in Komposition bei Gian Francesco Malipiero am Conservatorio Benedetto Marcello in Venedig, danach wurde er zum Kriegsdienst in die italienische Armee eingezogen und kämpfte als Soldat im Zweiten Weltkrieg. Gegen Kriegsende schloss er sich antifaschistischen Partisanen an und geriet kurz in deutsche Gefangenschaft.
1947 folgte er einem Ruf Malipieros als Dozent am Conservatorio Benedetto Marcello, wo er 1948 gemeinsam mit seinem Freund und Schüler Luigi Nono an einem Dirigierkurs bei Hermann Scherchen teilnahm, der ihn auch mit der musikalischen Analyse und Zwölftonmusik der Zweiten Wiener Schule bekannt machte. Nach Scherchens Anregung besuchte er 1949 zum ersten Mal die Darmstädter Ferienkurse für Neue Musik. Bei den Weltmusiktagen der Internationalen Gesellschaft für Neue Musik (ISCM World Music Days) wurden die folgenden Werke aufgeführt: 1949 in Palermo/Taormina das Konzert für 2 Klaviere und Instrumente, 1957 in Zürich – beim ersten Konzert mit elektronischer Musik in der Geschichte der ISCM-Weltmusiktage – Notturno und Syntaxis und 1974 in Amsterdam Aura. 1949, 1959 und 1963 trat Maderna bei den Weltmusiktagen auch als Dirigent auf. Seine internationale Dirigentenkarriere beginnt 1950 mit Auftritten in Paris und, auf Einladung von Karl Amadeus Hartmann, in München. Im Jahr 1955 (1954 nach anderen Quellen) gründete er zusammen mit Luciano Berio für die RAI in Mailand das Studio di Fonologia Musicale für elektronische Musik. Dort organisierte er mit den Incontri musicali zwischen 1956 und 1960 eine Reihe von Veranstaltungen, die sich um die Verbreitung der Kenntnis zeitgenössischer Musik bemühten, und hielt 1957 und 1958 am Mailänder Konservatorium Kurse über die Technik des seriellen Komponierens ab. Nach 1956 nahm er regelmäßig als Dozent und Dirigent an den Darmstädter Ferienkursen teil, gründete dort 1961 sein Internationales Kammerensemble und leitete es bis zu dessen Auflösung 1967 zusammen mit Pierre Boulez. 1963 nahm er seinen Wohnsitz in Darmstadt. 1971 wurde er zum Chefdirigenten des RAI-Sinfonieorchesters Mailand berufen.
In seinem letzten Lebensjahrzehnt übertraf der Ruf des international erfolgreichen Dirigenten Maderna in der öffentlichen Wahrnehmung den des Komponisten; er leitete bedeutende Orchester in Europa, gab Gastspiele in Tokio (1961) und Buenos Aires (1964). Mit Beginn der 1970er Jahre dirigierte er verstärkt auch in den USA. Er lehrte von 1960 bis 1962 an der Dartington Summer School in England, ab 1967 am Konservatorium Rotterdam. Er hielt Dirigierkurse am Mozarteum Salzburg zwischen 1967 und 1969 und in Darmstadt im Jahr 1969. 1971/72 war er Direktor des Berkshire Music Center in Tanglewood. 1972 wurde ihm für seine Radiokomposition Ages der Prix italia verliehen.
Maderna verstarb am 13. November 1973 an Lungenkrebs. Er ist bestattet auf dem Alten Friedhof in Darmstadt (Grabstelle: I E 41).

## Musik
Maderna war ein Vertreter der musikalischen Avantgarde nach dem Zweiten Weltkrieg. Nach neoklassizistischen Anfängen in den 1940er Jahren wandte er sich in den späten 1940er Jahren unter dem Einfluss Scherchens, den er neben Malipiero als seinen eigentlichen Lehrer ansah, der Seriellen Musik zu. Deren strenges Gefüge brach er in der Folgezeit mit einer für ihn spezifischen Form von Aleatorik auf, wodurch er den Determinismus der seriellen Komponierweise in Richtung eines „Offenen Kunstwerks“ durchbrach.
In seiner Musica su due dimensioni von 1952 werden erstmals traditionelle akustische Instrumente zusammen mit elektronischen Klängen in einem Werk verwendet.
1974 wurde er, ein Jahr nach seinem Tod, mit dem Beethovenpreis ausgezeichnet.

## Werke
- Concerto 1942 per pianoforte e orchestra – Klavierkonzert (1942), auch in einer Fassung für zwei Klaviere (1946)
- Quartetto per archi – Streichquartett (c. 1946)
- Requiem für Soli, Chor und Orchester (1946)
- Serenata für 11 Instrumente (1946, revidierte Fassung 1954)
- Introduzione e Passacaglia »Lauda Sion Salvatorem« für Orchester (1947)
- Konzert für zwei Klaviere und 9 Spieler (1948)
- Liriche su Verlaine (1948)
- Tre liriche greche – 3 griechische Lieder für Piccoloflöte, Sopran und Instrumente (1948), Texte: Ibykos, Melanippides, Anonymus.
- Composizione n.1 – Komposition Nr. 1 für Orchester (1948–49)
- Fantasia e fuga (B.A.C.H. Variationen) für zwei Klaviere (1949)
- Il mio cuore è nel sud. Ballata radioifonica – Stadt im Süden, Hörspiel nach einem Text von Giuseppe Patroni Griffi (1949)
- Composizione n.2 – Komposition Nr. 2 für Orchester (1950)
- Studi per "Il Processo” di Franz Kafka – Studien zu Kafkas Der Proceß für Sprecher, Sopran und großes Orchester (1950)
- Improvvisazione n.1 – Improvisation Nr. 1 für Orchester (1951–52)
- Musica su due dimensioni für Flöte, Schlagzeug und Tonband (1952, Fassung ohne Schlagzeug 1958)
- Vier Briefe. Kranichsteiner Kammerkantate für Sopran, Bass und Kammerorchester (1953), Texte: Bruno Frittaion, Franz Kafka, Antonio Gramsci, Anonymus.
- Improvvisazione n.2 – Improvisation Nr. 2 für Orchester (1953)
- Divertimento in due tempi für Flöte und Klavier (1954)
- Sequenze e strutture, Elektronische Komposition (1954)
- Ritratto di città. Studio per una rappresentazione radiofonica, Elektronische Kompositionen (1954), Text: Roberto Leydi
- Flötenkonzert (1954)
- Composizione in tre tempi – Komposition in drei Sätzen für Orchester (1954)
- Quartetto per archi in due tempi, Streichquartett (1955)
- Serenata II für 11 Instrumente (1956, Neufassung von Serenata. Komposition Nr.3 von 1954)
- Notturno elektronische Komposition (1956)
- Syntaxis elektronische Komposition (1957)
- Divertimento: 1. Dark Rapture Crawl für Orchester (1957, zusammen mit Luciano Berio, Maderna schrieb den ersten der drei Sätze)
- Continuo, Elektronische Komposition (1957)
- Musica su due dimensioni für Flöte und Stereo-Tonband (1958)
- Amor di violino. Radiocommedia, Hörspiel (1959), Text: Ermanno Carsana.
- Konzert für Klavier und Orchester (1959)
- Dimensioni II. Invenzione su una voce – Invention über eine Stimme für Tonband (1959–60) nach einem Lauttext von Hans G Helms (wird Teil von Hyperion)
- Macbeth, Hörspiel (1960), Text: Shakespeare/Salvatore Quasimodo.
- Serenata III für Tonband (1961)
- Serenata IV für Flöte, Instrumente und Tonband (1961)
- Honeyrêves für Flöte und Klavier (1961)
- Konzert für Oboe und Kammerensemble (= Oboenkonzert Nr. 1, 1962)
- Don Perlimplin ovvero Il trionfo dell’ amore e dell’ immaginazione. Ballata amorosa, Funkoper nach dem gleichnamigen Drama von Federico García Lorca, übersetzt von Vittorio Bodini (1962)
- Le rire für Tonband (1962)
- Per Caterina (1963) für Violine und Klavier
- Dimensioni III für Orchester mit einer Kadenz für Soloflöte (1963–65)
- Aria für Sopran, Soloflöte und Orchester nach Texten von Friedrich Hölderlin (1964)
- Dimensioni IV für Flöte und Kammerensemble (1964)
- Hyperion. Lirica in forma di spettacolo – Lyrik in Form eines Schauspiels nach Texten von Hans G Helms und Friedrich Hölderlin (1964)
- Stele per Diotima für Orchester (1965)
- Aulodia per Lothar für Oboe d'amore und Gitarre ad libitum (1965)
- Amanda für Kammerorchester (1966)
- Cadenza (aus Amanda) für Violine und Streichtrio (1966)
- Widmung für Violine solo (1967)
- Oboenkonzert Nr. 2 (1967)
- Hyperion en het Geweld (1968)
- Orchestersuite aus der Oper Hyperion (1969)
- Quadrivium für 4 Schlagzeuger und 4 Orchestergruppen (1969)
- From A to Z. Musik für eine Fernsehoper (1969)
- Ritratto di Erasmo. Radiodram (1969)
- Violinkonzert (1969)
- Serenata per un satellite (1969)
- Grande aulodia für Flöte, Oboe und Orchester (1970)
- Tempo libero für Tonband (1971/72)
- Juilliard Serenade (Tempo libero II) für Orchester und Tonband (1971)
- Viola für Viola (1971)
- Y después für Gitarre (1971)
- Dialodia für zwei Violinen (1971)
- Solo für Musette, Oboe, Oboe d’amore und Englischhorn (1971)
- Pièce pour Ivry für Violine (1971)
- Ausstrahlung für Frauenstimme, Flöte, Oboe, großes Orchester und Tonband (1971)
- Dialodia für zwei Flöten, zwei Oboen und weitere Instrumente (1972)
- Venetian Journal für Tenor, Instrumentalensemble und Tonband nach Texten von James Boswell (1972)
- Aura für Orchester (1972)
- Biogramma für großes Orchester (1972)
- Giardino religioso für kleines Orchester (1972)
- Ständchen für Tini für Violine und Viola (1972)
- Venetian Journal für Tenor, Orchester und Tonband nach Texten von James Boswell (1972)
- Ages, Invenzione radiofonica für Stimmen, Chor und Orchester nach William Shakespeare (1973)
- Satyricon. Oper in einem Akt nach Petronius (1973)
- Oboenkonzert Nr. 3 (1973)

Bearbeitungen
Insgesamt 33 Bearbeitungen von Josquin bis Kurt Weill, überwiegend für Ensemble oder Kammerorchester. Darunter:
- Music of Gaity. Stücke aus dem Fitzwilliam Virginal Book, gesetzt für Oboe, Violine und Kammerorchester (1967)